# Jules Charles Conway De Cotte
Jules Charles Conway De Cotte (Parrocchia di Saint Mary (Giamaica), 15 febbraio 1807 – Montechiaro, 22 giugno 1859) è stato un generale francese.

## Biografia
Nato in Giamaica da una famiglia anglo-francese, Jules Charles Conway de Cotte, tornò ben presto in Francia dove, giovanissimo, intraprese la carriera militare. Suo padre, Pierre Paul de Cotte, era procuratore. Sua madre era l'inglese Caroline Conway. Il suo bisnonno paterno era l'architetto francese Jules-Robert de Cotte, figlio a sua volta di Robert de Cotte, a suo tempo primo architetto di Luigi XIV.
Nel 1823 si diplomò alla scuola di Saint-Cyr e dal 1830 ottenne il grado di tenente. Nel 1833 venne promosso capitano nell'arma di cavalleria e divenne capo squadrone nel 1842. Nel 1846 venne promosso colonnello e poi generale di brigata nel 1851. Legatosi sempre più alla figura di Luigi Napoleone Bonaparte, ne divenne aiutante di campo quando questi divenne presidente della repubblica francese e rimase in tale carica anche nel 1852 quando cinse la corona imperiale. 

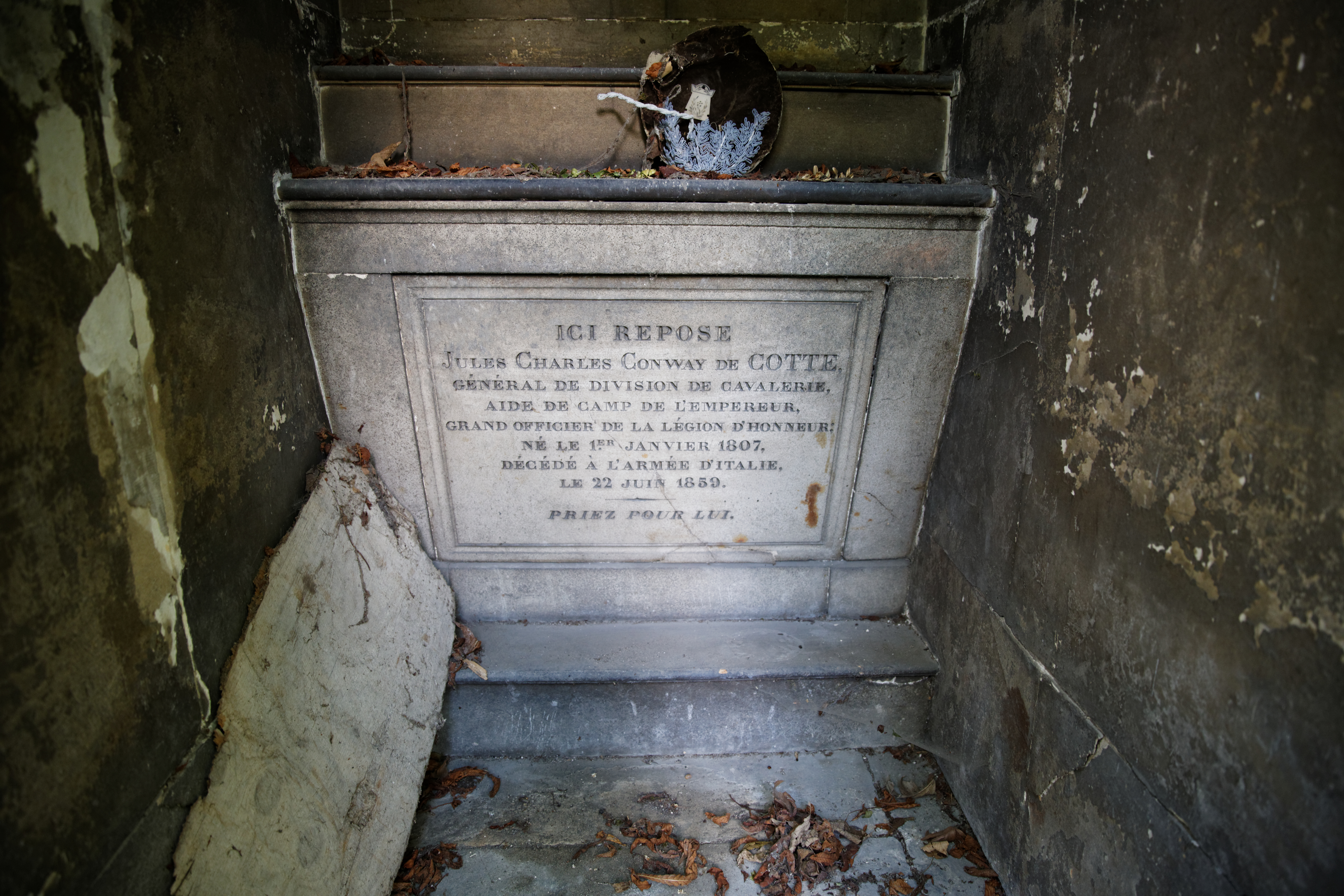
La tomba del generale de Cotte al cimitero di Pere Lachaise

Nel 1854 venne nominato ispettore generale di cavalleria e generale di divisione. Con tale carica prese parte alla battaglia di Magenta e soprattutto alla battaglia di Solferino dove venne pesantemente ferito, morendo poi al quartier generale di Montechiaro dove si trovava anche Napoleone III che gli fu vicino sino all'ultimo. Invitato il 4 aprile 1856 da Augustin Louis Cauchy e Charles Lenormant alla prima riunione che pose le basi per la fondazione de L'Œuvre des Écoles d'Orient, ora conosciuto come L’Œuvre d’Orient, fu un membro del primo consiglio generale dell’associazione, che ebbe luogo il 25 aprile 1856.
La sua salma, riportata in Francia, venne sepolta nella cappella di famiglia nel cimitero di Pere Lachaise (53ª divisione).